# Dušan Pálka (skladatel)
Dušan Pálka (1. října 1909 Liptovský Mikuláš – 28. března 1998 Praha) byl slovenský hudební skladatel. Spolu s Gejzou Dusíkem patří k zakladatelům slovenského tanga.

## Život
Pocházel z rodu Pálkovců, kteří hráli významnou roli v dějinách Slovenska. Jeho předkové byli koželuzi, kteří v cestách za svým řemeslem procestovali Evropu. Mimo jiné byli prvními, kteří přinesli na Liptov jižní ovoce. Byli mezi předními představiteli slovenského národního obrození. Otec Dušana, Ján Pálka, provedl ve své koželužské firmě v Liptovském Mikuláši první, byť neúspěšný, socializační pokus.
Dušan Pálka se narodil 1. října 1909 v Liptovském Mikuláši. Měl tři sourozence. Maturoval na gymnáziu v Liptovském Mikuláši v roce 1927. Jeho spolužákem byl mimo jiné i budoucí básník Andrej Plávka. Na jeho verše složil i jednu ze svých prvních písní Povedz mi, dievča, či ma ty ešte rado máš. Během studia na gymnáziu studoval i hru na klavír a hudební teorii u I. Schöntágové. Po maturitě studoval práva na Právnické fakultě Univerzity Karlovy v Praze a současně kompozici u Jaroslava Křičky na Pražské konzervatoři. V roku 1931 přešel z Prahy do Bratislavy, kde v roce 1933 promoval na Univerzitě Komenského v Bratislavě. V době vysokoškolského studia absolvoval také dvouletý jazykový kurz na francouzské univerzitě v Lyonu a v letech 1934-1935 vojenskou službu.
V roce 1936 se Dušan Pálka usadil v Praze. Pracoval jako úředník ve Svazu kožedělných průmyslníků a v roce 1941 se oženil s dcerou generálního ředitele Živnobanky Annou Telleovou. Synové již zcela splynuli s českým prostředím. Dušan (1942–2011) se stal známým českým fotografem a karikaturistou a Michal (1944–2016) ekonomem a klarinetistou (mj. hrál ve skupině Banjo Band Ivana Mládka).
Po Druhé světové válce pracoval Dušan Pálka na ministerstvu průmyslu. V roce 1951 musel v rámci komunistické akce 77 tisíc do výroby z ministerstva odejít a pracoval jako opravář a údržbář výčepních pultů. V roce 1954 mu bylo umožněno živit se hudbou jako svobodným povoláním. Tvořil až do vysokého věku. Zemřel v Praze 28. března 1998. Je pochován na Olšanských hřbitovech.

## Dílo
Dušan Pálka zkomponoval několik skladeb klasické vážné hudby. Např. slavná česká operní zpěvačka Jarmila Novotná měla ve svém repertoáru píseň Spievalo vtáčatko (1927). Jeho hlavním polem působnosti byla však taneční a populární hudba. Jeho písničky se hrály v rozhlase už v roce 1933 a následujících 30 let patřily mezi ty nejznámější. Byly součástí repertoáru většiny českých i slovenských zpěváků a zpěvaček populární hudby. Mezi ty nejoblíbenější písně patřily:
- Desatero lučních květů
- Ďakujem ti, dievča krásne
- Prečo sa máme rozísť
- Ešte raz ku tebe prídem
- So slzami v očiach
- Nauč sa to odo mňa
- Krásne je v Tatrách
- Náhodou
- Tančíme tango